# Simulium nigricoxum
Simulium nigricoxum is een muggensoort uit de familie van de kriebelmuggen (Simuliidae). De wetenschappelijke naam van de soort is voor het eerst geldig gepubliceerd in 1952 door Stone.